# Castlereagh, New South Wales
Castlereagh este o suburbie în Sydney, Australia.